# Ataque a Mers-el-Kébir
O Ataque a Mers-el-Kébir, também conhecido como Batalha de Mers-el-Kébir, ocorreu em 3 de julho de 1940 e foi parte da Operação Catapulta. A operação foi basicamente um ataque naval britânico a navios da Marinha Nacional Francesa na base em Mers El Kébir na costa da Argélia Francesa. O bombardeio matou 1 297 soldados franceses, afundou um couraçado e causou danos em cinco navios, com as perdas britânicas sendo de cinco aviões abatidos e dois soldados mortos.
O ataque combinado aéreo e marítimo foi conduzido pela Marinha Real Britânica após o Segundo Armistício em Compiègne, entre a Alemanha e a França, em 22 de junho. O único aliado continental da Grã-Bretanha foi substituído por um governo administrado de Vichy, que herdou a Marinha Nacional Francesa. Os sete navios de guerra das classes Bretagne, Dunkerque e Richelieu tiveram particular importância para os ingleses e era a segunda maior força de navios capitais na Europa depois da Marinha Real Britânica. O Gabinete Britânico de Guerra já temia que a França entregasse os navios a Kriegsmarine, dando ao Eixo uma vantagem na Batalha do Atlântico. O almirante François Darlan, comandante da marinha francesa, prometeu aos britânicos que a frota permaneceria sob controle francês, mas Winston Churchill e o Gabinete de Guerra julgaram que a frota era poderosa demais para arriscar, já que existia a possibilidade de o Eixo assumir o controle.
Depois do ataque a Mers-el-Kébir e da Batalha de Dacar, aviões franceses invadiram Gibraltar e o governo de Vichy rompeu as relações diplomáticas com o Reino Unido. O ataque criou muito rancor entre a França e a Grã-Bretanha, mas também demonstrou ao mundo que a Grã-Bretanha pretendia lutar. O ataque é controverso e os motivos dos britânicos são debatidos. Em 1979, PMH Bell escreveu que "os tempos eram desesperadores; a invasão parecia iminente; e o governo britânico simplesmente não podia se dar ao luxo de arriscar que os alemães tomassem o controle da frota francesa... O motivo britânico predominante era, portanto, extrema necessidade e autopreservação".
Os franceses pensaram que estavam agindo de acordo com os termos de seu armistício com a Alemanha Nazista e estavam convencidos que nunca iriam entregar a sua frota à Alemanha. A França de Vichy foi criada oficialmente em 10 de julho de 1940, uma semana após o ataque e era visto pelos britânicos como um estado fantoche do regime nazista. Houve queixas francesas sobre o que eles consideravam uma traição por seu aliado durante anos. Em 27 de novembro de 1942, o afundamento da frota francesa em Toulon frustrou a Operação Anton, uma tentativa alemã de capturar a frota.

## Antecedentes

### Armistício Franco-Germânico
Após a Queda da França em 1940 e o armistício entre a França e a Alemanha nazista, o Gabinete Britânico de Guerra ficou apreensivo com os alemães, que adquiriram o controle da marinha francesa através do governo de Vichy. As marinhas francesa e alemã combinadas poderiam alterar o equilíbrio de poder no mar, ameaçando as importações britânicas sobre o Atlântico e as comunicações com o resto do Império Britânico. Os termos do armistício, no artigo oito parágrafo dois, afirmavam que o governo alemão "solenemente e firmemente declarou que não tinha intenção de fazer exigências em relação à frota francesa durante as negociações de paz" e que termos semelhantes existiam no armistício com a Itália, portanto, não havia garantia de neutralização da frota francesa. Em 24 de junho, Darlan assegurou Winston Churchill contra tal possibilidade. Churchill ordenou que se exigisse que a Marinha Francesa (Marine nationale) se juntasse à Marinha Real ou fosse neutralizada de maneira a evitar que os navios caíssem nas mãos do Eixo.
Por sugestão italiana, os termos do armistício foram alterados para permitir que a frota francesa permanecesse temporariamente nos portos do norte da África, onde poderiam ser capturados pelas tropas italianas na Líbia. Os britânicos fizeram planos de contingência para eliminar a frota francesa (Operação Catapulta) em meados de junho, quando ficou claro que Philippe Pétain estava formando um governo com o objetivo de assinar um armistício e parecia provável que a frota francesa iria ser tomada pelos alemães. Em um discurso ao Parlamento, Churchill declarou que o armistício de 22 de junho de 1940 era uma traição ao acordo aliado para não fazer uma paz separada. Churchill disse: "Qual é o valor disso? Pergunte a meia dúzia de países; qual é o valor de uma garantia tão solene? ... Finalmente, o armistício pode ser anulado a qualquer momento, sob qualquer pretexto de não-observância ...".
A frota francesa tinha feito pouca luta durante a Batalha da França e estava praticamente intacta. Por tonelagem, cerca de 40% estavam em Toulon, perto de Marselha, 40% no região francesa no norte da África e 20% na Grã-Bretanha, Alexandria e nas Antilhas Francesas. Embora Churchill temesse que a frota fosse colocada em ação, os líderes do Eixo não pretendiam empregar uma força combinada franco-italiana-alemã. A Marinha Alemã e Benito Mussolini fizeram aberturas, mas Adolf Hitler temia que a frota francesa desertasse para os britânicos e fosse usada contra submarinos alemães no Atlântico se ele tentasse dominá-la. Churchill e Hitler viam a frota como uma ameaça potencial; os líderes franceses de Vichy usaram a frota (e a possibilidade de voltar aos Aliados) como uma barganha contra os alemães para mantê-los fora da Zone libre e da região francesa no norte da África. O armistício dependia do direito francês de manejar suas embarcações e o ministro da Marinha francesa, almirante François Darlan, ordenara que a frota do Atlântico fosse até Toulon e se desmobilizasse, com ordens de se afundar se os alemães tentassem tomar os navios.

### Negociações Franco-britânicas
Os britânicos tentaram persuadir as autoridades francesas no norte da África a continuar a guerra ou, alternativamente, entregar a frota ao controle britânico. Um almirante britânico visitou Oran em 24 de junho, e em 27 de junho Duff Cooper, Ministro da Informação, visitou Casablanca. Os portos franceses no Atlântico  estavam em mãos alemãs, enquanto os britânicos precisavam manter a frota alemã fora do Mediterrâneo, confinar a frota italiana ao Mediterrâneo e bloquear os portos de Vichy. O Almirantado era contra um ataque à frota francesa, já que se não fossem feitos danos suficientes aos navios, a França de Vichy seria provocada a declarar guerra e o império colonial francês se tornaria mais hostil às Forças Francesas Livres. Dada a necessidade de manter as abordagens do Atlântico abertas, e dado que a Marinha Real não dispunha dos navios para bloquear as bases navais de Vichy no norte da África, o risco de os alemães ou italianos tomarem os navios franceses foi considerado muito alto. Como a frota de Toulon estava bem protegida pela artilharia terrestre, a Marinha Real decidiu atacar aquela baseada no norte da África.

### Operação catapulta

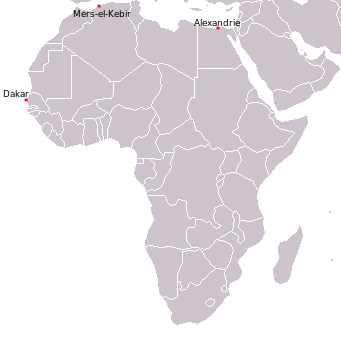
Portos franceses na África, junho de 1940.

Juntamente com embarcações francesas em portos metropolitanos, alguns navios navegaram para portos na Inglaterra ou para Alexandria, no Egito. A Operação Catapulta foi uma tentativa de tomar estes navios para o controle britânico ou destruí-los, e os navios franceses em Plymouth e Portsmouth foram abordados sem aviso prévio na noite de 3 de julho de 1940. O submarino Surcouf, o maior submarino do mundo, estava ancorado em Plymouth desde junho de 1940. A tripulação resistiu e três funcionários da Marinha Real, incluindo dois oficiais, foram mortos junto com um marinheiro francês. Outros navios capturados incluíam os antigos couraçados Paris e Courbet, os contratorpedeiros Triomphant e Léopard, oito barcos torpedeiros, cinco submarinos e vários navios menores. A esquadra francesa em Alexandria, incluindo o couraçado Lorraine, o cruzador pesado Suffren e três modernos cruzadores rápidos, foram neutralizados.

### Ultimato
O grupo mais poderoso de navios de guerra franceses estava em Mers El Kébir na Argélia francesa, e era constituído pelos antigos couraçados Provence e Bretagne, os mais novos couraçados Dunkerque e Strasbourg, o porta-hidroaviões Commandant Teste e seis contratorpedeiros sob o comando do almirante Marcel-Bruno Gensoul. O almirante James Somerville, da Força H, com sede em Gibraltar, recebeu ordens de entregar um ultimato aos franceses, mas os termos britânicos eram contrários aos termos do armistício germano-francês. Somerville passou o dever de apresentar o ultimato a um porta voz francês, capitão Cedric Holland, comandante da transportadora HMS Ark Royal. Gensoul ficou ofendido com o fato de as negociações não terem sido conduzidas por um oficial superior e enviou seu tenente, Bernard Dufay, o que causou muita demora e confusão. À medida que as negociações se arrastavam, ficou claro que nenhum dos lados cederia. Darlan estava em casa no dia 3 de julho e não pôde ser contatado; Gensoul disse ao governo francês que as alternativas eram internação ou batalha, mas omitiu a opção de navegar para as Antilhas Francesas. A remoção da frota para as águas dos Estados Unidos fazia parte das ordens dadas por Darlan a Gensoul no caso de uma potência estrangeira tentar capturar seus navios.

## Ataque

Diagrama do ataque britânico a Mers-el-Kébir

As forças britânica compreendiam o cruzador de batalha HMS Hood, os couraçados HMS Valiant e HMS Resolution, o porta-aviões Ark Royal e uma escolta de cruzadores e contratorpedeiros. Os britânicos tinham a vantagem de poder manobrar, enquanto a frota francesa estava ancorada em um porto estreito e suas tripulações não esperavam um ataque. Os armamentos principais do Dunkerque e do Strasbourg estavam agrupados em seus arcos e não podia ser imediatamente levados a cabo. Os navios capitais britânicos tinham canhões de 15 polegadas (381 mm) e disparavam contra bordas mais pesadas do que os franceses. Em 3 de julho, antes que as negociações fossem formalmente encerradas, os torpedeiros britânicos Fairey Swordfish, escoltados por aviões Blackburn Skuas do Ark Royal, lançaram minas magnéticas na saída do porto. A força foi interceptada por caças franceses Curtiss H-75 e um Skua foi derrubado no mar com a perda de seus dois tripulantes, as únicas mortes britânicas na ação. Navios de guerra franceses foram ordenados de Argel e Toulon como reforços, mas eles não chegaram em Mers-El-Kebir a tempo de afetar o resultado.
Pouco depois, às 17h54, Churchill ordenou que os navios britânicos abrissem fogo contra os navios franceses e eles começaram a partir de 17 500 m (16 km). A terceira salva britânica marcou sucessos e causou uma explosão de revistas a bordo do Bretagne, que naufragou com 977 homens de sua tripulação às 6h09 da tarde. Depois de trinta salvas, os navios franceses pararam de disparar; a força britânica alterou o rumo para evitar o retorno dos fortes costeiros franceses, mas os navios Provence, Dunkerque e o contratorpedeiro Mogador foram danificados e encalhados por suas tripulações. O Strasbourg e quatro contratorpedeiros conseguiram evitar as minas magnéticas e escapar para o mar aberto sob o ataque de um voo de Swordfish armado com bombas de Ark Royal. Os navios franceses responderam com fogo antiaéreo e abateram dois Swordfish, sendo as tripulações resgatadas pelo contratorpedeiro HMS Wrestler. Como o bombardeio teve pouco efeito, às 6:43 da tarde, Somerville ordenou que suas forças continuassem e os cruzadores ligeiros HMS Arethusa e HMS Enterprise recrutaram um contratorpedeiro francês. Às 20h20 Somerville cancelou a perseguição, sentindo que seus navios estavam em más condições para uma perseguição noturna. Após outro ineficaz ataque do Swordfish às 8h55, o Strasbourg chegou a Toulon em 4 de julho.
Em 4 de julho, o submarino britânico HMS Pandora afundou o aviso francês Rigault de Genouilly, partindo de Oran, com a perda de 12 de sua tripulação. Como os britânicos acreditavam que os danos infligidos ao Dunkerque e ao Provence não eram sérios, as aeronaves Swordfish do Ark Royal atacaram  Mers-el-Kébir novamente na manhã de 8 de julho. Um torpedo atingiu o barco de patrulha Terre-Neuve, que estava cheio de cargas profundas e atracou ao lado do Dunkerque. Terre-Neuve afundou rapidamente e as cargas de profundidade dispararam, causando sérios danos ao Dunkerque. A última fase da Operação Catapulta foi outro ataque em 8 de julho, por aeronaves da transportadora HMS Hermes contra o couraçado Richelieu em Dakar, que foi seriamente danificado. A Exército do Ar Francês fez represálias em Gibraltar, incluindo um ataque noturno indeciso em 5 de julho, quando muitas bombas caíram no mar, e quarenta aviões invadiram em 24 de setembro e no dia seguinte com mais de cem bombardeiros.

## Consequências

### Análise

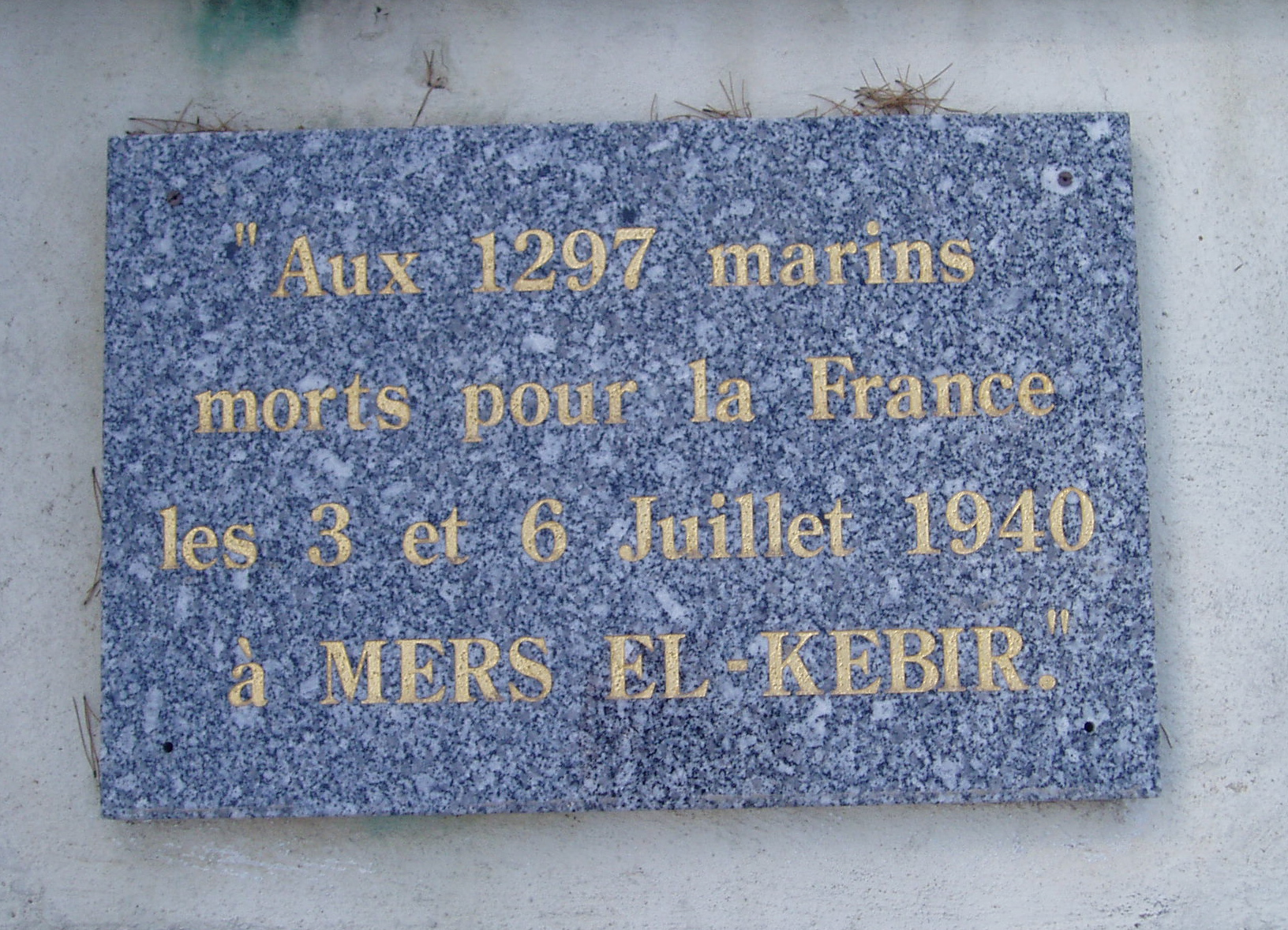
Memorial na costa de Toulon para os 1.297 marinheiros franceses mortos em Mers El Kebir.

Churchill escreveu mais tarde: "Essa foi a decisão mais odiosa, mais antinatural e dolorosa em que já me envolvi". As relações entre a Grã-Bretanha e a França foram tensas por algum tempo e os alemães desfrutaram de um golpe de propaganda. Somerville disse que foi "... o maior erro político dos tempos modernos e vai levar o mundo inteiro a ficar contra nós ... todos nós nos sentimos completamente envergonhados ...". Embora tenha reacendido a anglofobia na França, a ação mostrou a decisão da Grã-Bretanha de continuar a guerra sozinha e reuniu o Partido Conservador britânico em torno de Churchill (Neville Chamberlain, antecessor de Churchill como primeiro-ministro, ainda era líder do partido). A ação britânica mostrou ao mundo que a derrota na França não reduziu a determinação do governo de lutar, e os embaixadores nos países mediterrâneos relataram reações favoráveis.
Os navios franceses em Alexandria, que estavam sob o comando do almirante René-Emile Godfroy, incluindo o navio de guerra Lorraine da Primeira Guerra Mundial e quatro cruzadores, foram bloqueados em 3 de julho pelos britânicos, que ofereceram os mesmos termos que em Mers-el-Kébir. Depois de negociações delicadas, conduzidas pelos britânicos, através do almirante Andrew Cunningham, o almirante francês concordou no dia 7 de julho em desarmar sua frota e permanecer no porto até o fim da guerra. Alguns marinheiros se juntaram á França Livre, enquanto outros foram repatriados para a França; Surcouf e os navios em Alexandria passaram a ser usados pelos franceses livres depois de maio de 1943. Os ataques britânicos aos navios franceses no porto provocaram a ira dos franceses em relação aos britânicos e aumentaram a tensão entre Churchill e Charles de Gaulle, que foi reconhecido pelo governo francês. Britânico como o líder das Forças Francesas Livres em 28 de junho.
Churchill tinha um motivo secundário para a operação. De acordo com seu secretário particular, Eric Seal, "[Churchill] estava convencido de que os americanos estavam impressionados com a crueldade feita ao se lidar com um inimigo implacável; e em sua mente a reação americana ao nosso ataque à frota francesa em Oran foi de primeira importância" Em 4 de julho, Roosevelt disse ao embaixador francês que ele teria feito o mesmo. O biógrafo de De Gaulle, Jean Lacouture, culpou principalmente a falta de comunicação pela tragédia; Se Darlan entrasse em contato no dia ou se Somerville possuísse um caráter mais diplomático, um acordo poderia ter sido feito. Lacouture aceitou que havia um perigo que os navios franceses poderiam ter sido capturados por forças terrestres alemãs ou italianas, como provado pela facilidade com que os britânicos confiscaram navios franceses em portos britânicos ou a captura alemã de navios franceses em Bizerta na Tunísia. em novembro de 1942.

### Eventos subsequentes

#### Hostilidades entre os britânicos e Vichy
Após a operação de 3 de julho, Darlan ordenou que a frota francesa atacasse os navios da Marinha Real sempre que possível; Pétain e seu ministro das Relações Exteriores, Paul Baudouin, anularam a ordem no dia seguinte. A retaliação militar foi conduzida através de ataques aéreos ineficazes em Gibraltar, mas Baudouin observou que "o ataque à nossa frota é uma coisa, a guerra é outra". Como os céticos haviam advertido, havia também complicações com o império francês; quando as forças coloniais francesas derrotaram as Forças Francesas Livres de De Gaulle na Batalha de Dacar em setembro de 1940, o recrutamento para o movimento França Livre despencou e a Alemanha respondeu permitindo que a França de Vichy mantivesse seus navios restantes armados, ao invés de desmobilizados.

#### Civis Gibraltinos
No início de junho de 1940, cerca de 13 500 civis haviam sido evacuados de Gibraltar para Casablanca, no Marrocos francês. Após a capitulação dos franceses para os alemães e o ataque a Mers-el-Kébir, o governo de Vichy considerou sua presença um constrangimento. Mais tarde, em junho, 15 navios de carga britânicos chegaram a Casablanca sob o comando do Comodoro Crichton, repatriando 15 mil militares franceses que haviam sido resgatados de Dunquerque. Uma vez desembarcadas as tropas francesas, os navios foram internados até que o Comodoro concordasse em retirar os evacuados, que, refletindo as tensões geradas após o ataque a Mers-el-Kébir, eram escoltados para os navios no ponto de baioneta, sem muitos de seus bens.

#### Caso Anton
Em 27 de novembro de 1942, os alemães tentaram capturar a frota francesa baseada em Toulon - uma violação dos termos do armistício - como parte do Caso Anton, a ocupação militar da França de Vichy pela Alemanha. Todos os navios de qualquer valor militar foram afundados pelos franceses antes da chegada das tropas alemãs, notavelmente Dunkerque, Strasbourg e sete (quatro pesados e três leves) cruzadores modernos. Para muitos na Marinha Francesa, isso era uma prova final de que nunca houve a possibilidade de seus navios terem acabado nas mãos dos alemães e que a ação britânica em Mers-el-Kébir tinha sido uma traição desnecessária. Darlan era fiel à sua promessa em 1940 de que navios franceses não seriam cairiam nas mãos dos alemães. Godefroy, ainda no comando dos navios franceses neutralizados em Alexandria, permaneceu indiferente por mais algum tempo, mas em 17 de maio de 1943 juntou-se aos Aliados.